# Carrefour Ndokoti
Le Carrefour Ndokoti est un triple carrefour et le point de croisement le plus fréquenté de l'arrondissement de Douala 5e à Douala au Cameroun et d'Afrique centrale.

## Histoire

### Origine du nom
Le carrefour tire son nom de la commune dans laquelle il est logé : Ndokoti  est le nom d'une principauté Bassa qui se trouve juste derrière le littoral camerounais. Koti (prononciation en Duala de Kori en Bakoko) de Ndog Koti signifiant veste en langue locale Bakoko veste.

### Voix principales

#### Voix routières
Le carrefour est traversé par la provinciale n°14 (P14) qui relie le rond point Deïdo à l'entrée ouest de la ville à la sortie nord-est de la ville, vers Yabassi.

#### Voix ferroviaires
Le chemin de fer qui relie la gare de Bessengue dans la partie ancienne de la ville à la sortie est de la ville pour Yaoundé passe par le carrefour Ndokoti au dessus d'un tunnel qui rend difficile la construction de voix parallèles pour décongestionner le point de passage.

## Situation et accès

### Situation

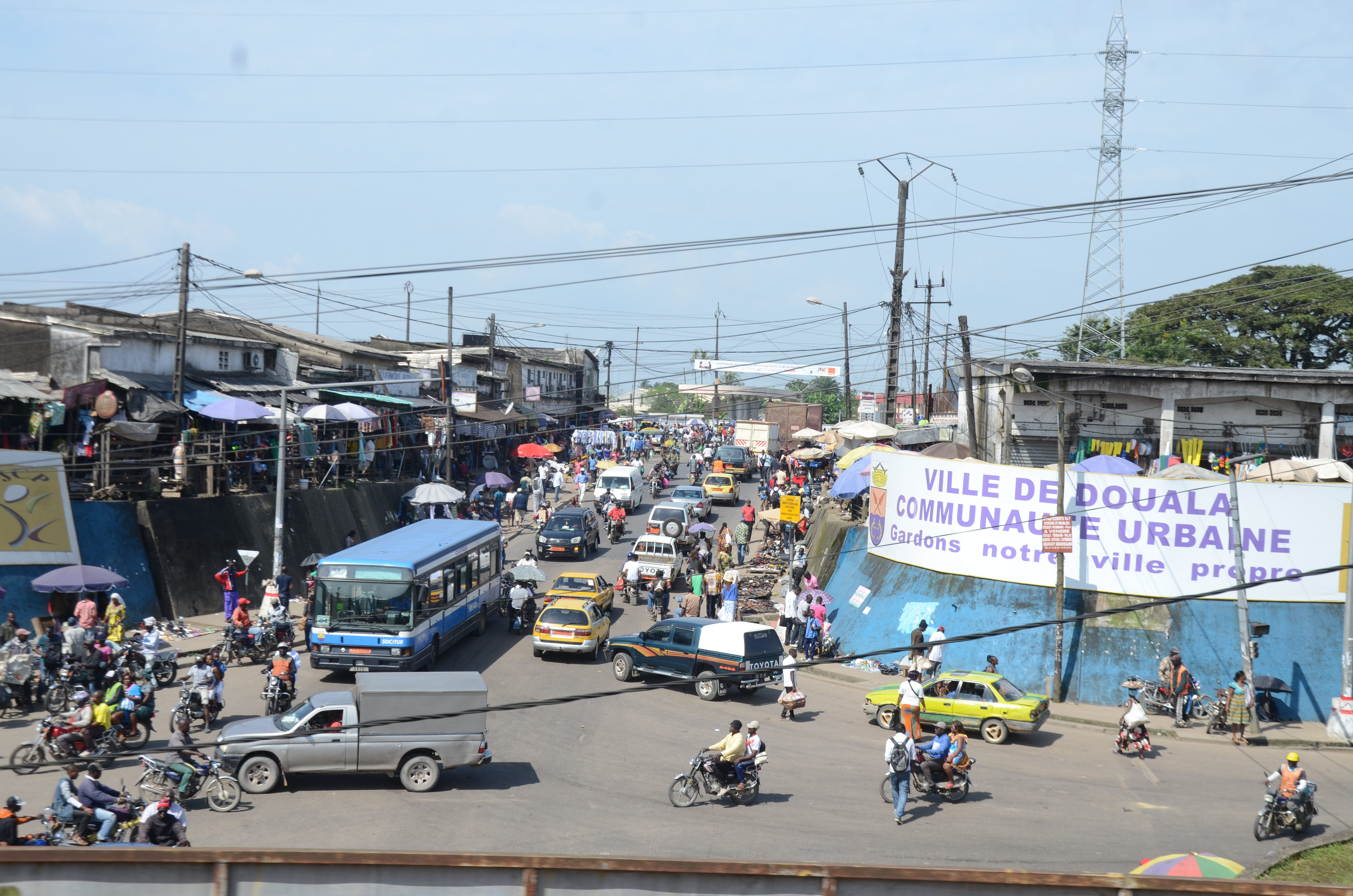
Carrefour Ndokoti situé dans la zone Bassa de la ville de Douala, très populeux en longueur de la journée

#### Situation routière
Le carrefour Ndokoti est l'un des carrefours nœuds les plus centraux de Douala et de ses agglomérations. Il est géographiquement situé au quartier Bassa. Le carrefour est au centre d'un point de connexion routière entre l'ouest de la ville de Douala, coté vieille ville et ses quartiers d'affaires, commerciaux et historiques - tels Akwa, Bonanjo, Bepanda, Deido et l'Est de la ville vers les nouveaux quartiers, les nouvelles banlieues d'habitations - et la route vers Yaoundé.

#### Au cœur de la zone industrielle de Douala
Plusieurs entreprises et bâtiments publics se trouvent à proximité du carrefour Ndokoti.  
Camlait, SABC, Cicam, Socaver, Tribunal de Ndokoti. Le carrefour Ndokoti se trouve sur la zone industrielle au cœur de la ville de Douala. Zone qui est divisée en zone industrielle nord et zone industrielle sud au-dessus et en dessous de la voie de chemin de fer qui traverse la ville. Le tunnel routier qui passe en dessous de la voie de chemin de fer et qui fait partie de carrefour Ndokoti est donc l'unique route qui permet la connexion entre le nord et le sud de la ville à cet endroit,  d'où l'importante congestion et les embouteillages monstres à ce niveau.  

#### Insécurité
La position centrale pour le trafic des personnes en fait un lieu privilégié pour les vols à l'arraché, et d'agressions en bandes organisées,,,, et de diverses sortes d'accidents.

### Accès difficile et point entonnoir
Le carrefour est toujours bondé de monde en journée. La nuit, la circulation peut être plus fluide. C'est le carrefour le plus congestionné d'Afrique centrale. Les étalages, comptoirs et autres kiosques installés sur les trottoirs du carrefour encombrent la circulation, obligeant ainsi les piétons à utiliser la chaussée pour traverser le carrefour, passant d'un point ramassage à un autre.
Une étude montre clairement un pic de circulation vers le centre des affaires à l'ouest à 9 heures du matin et dans l'autre sens à 18 h le soir, cette circulation vient de Yassa au sud-est de Douala et de PK10 au nord-est de Douala. Ces deux sources de trafic arrivent et partent du centre des affaires avec Ndokoti comme point entonnoir et névralgique de la circulation.

### Transports en commun
Le carrefour est un point de passage et de ramassage des populations. C'est le plus grand hub de connexion et de transit des populations d'Afrique centrale; ce qui engendre une forte présence des moto-taxis et tous autres moyens de transports.

### Le carrefour Ndokoti aujourd'hui
Le carrefour Ndokoti est célèbre au Cameroun pour le désordre qui y règne. C'est le point focal de la connexion entre les parties d'activités commerciales de la ville et la partie dortoir. 
Des initiatives de la  Communauté Urbaine de Douala(CUD) sont mises en place pour le rendre propre et fluide. En fin octobre 2016, les agents de la CUD l'ont investi de nuit pour le débarrasser de tous les étalages et comptoirs encombrants. Ces genres d'opérations sont souvent organisés à la veille d'évènements importants, ici la coupe d’Afrique des Nations que va accueillir le Cameroun. La ville de Douala lance donc de tels déguerpissements pour présenter son meilleur visage. Ces initiatives qui ne font pas long feu. 
Pour aérer le carrefour et fluidifier la circulation, le carrefour fait appel aux agents de police qui sont plus efficaces que des feux de signalisation difficiles à respecter. Cette solution est appliquée à plusieurs carrefours de Douala le matin et le soir. Rond-point Deïdo, Rond-point Gare à Bonabéri, ... sans quoi il y aurait blocage.  

Carrefour point de convergence de différentes voies à Douala, des propositions d'amélioration pour fluidifier le trafic sont proposées comme celle de Gaspardy Kaldjop.